# FC Grenoble Rugby
FC Grenoble Rugby – francuski klub rugby union z siedzibą w Grenoble, założony w roku 1892, mistrz kraju z 1954 roku.

## Historia
Pierwszy klub rugby na terenie Grenoble powstał w 1892 roku, w kolejnych latach powstało ich jeszcze kilka. W 1911 roku postanowiły one się połączyć tworząc zespół FC Grenoble. Drużyna dotarła w 1918 roku do finału Coupe de l'Espérance (który zastąpił mistrzostwa kraju na czas I wojny światowej), a Edmond Besset został w 1924 roku pierwszym przedstawicielem klubu, który wystąpił w reprezentacji Francji. Na początku lat pięćdziesiątych XX wieku zespół rezerw trzykrotnie triumfował w mistrzostwach kraju, zaś pierwsza drużyna po krótkotrwałej degradacji awansowała do najwyższej klasy rozgrywkowej, w której zwyciężyła następnie w sezonie 1953/54. W latach sześćdziesiątych klub dwukrotnie docierał do półfinałów mistrzostw kraju, lecz kolejną dekadę spędził w niższych ligach. Jego zespoły juniorskie dominowały jednak w swoich kategoriach wiekowych od połowy lat siedemdziesiątych, co przełożyło się na powrót pierwszego zespołu do ekstraklasy, udział w jej półfinałach i finale oraz trzykrotne uczestnictwo w finale Challenge Yves du Manoir ze zwycięstwem w roku 1987. Na początku XXI wieku drużyna fluktowała pomiędzy pierwszym i drugim poziomem rozgrywek.

## Sukcesy
Prócz pierwszej drużyny sukcesy odnosiły także zespoły rezerw i juniorskie.
- Mistrzostwo kraju
  - Zwycięzcy (1): 1953-54
  - Finaliści (1): 1992-93
- Challenge Yves du Manoir
  - Zwycięzcy (1): 1987
  - Finaliści (3): 1969, 1986, 1990
- Coupe de l'Espérance
  - Finaliści (1): 1918